# Куля (зброя)

Сучасний набій складається з таких частин:
1. Куля;
2. Гільза, яка утримує всі частини;
3. Горюча речовина, наприклад димний порох або кордит;
4. Денце з закраїною, частина гільзи, що використовується для заряджання;
5. Капсуль, який запалює горючу речовину.

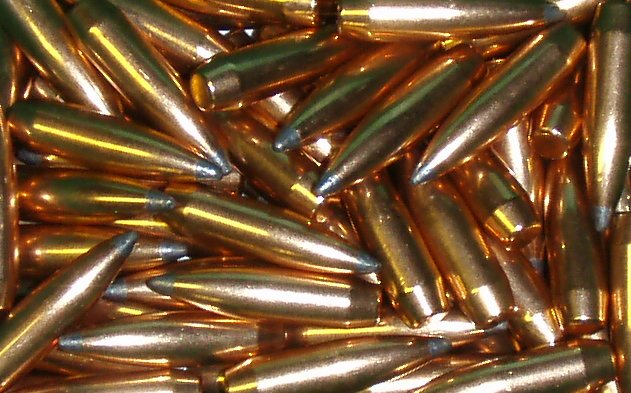
Кулі

Ку́ля — головна частина набою, металевий (переважно свинцевий) предмет, різний за формою, що вилітає із дула вогнепальної зброї, за рахунок дії порохових газів під час пострілу.
Куля зазвичай не містить вибухівки, а завдає пошкодження цілі ударом і проникненням.
Також слово «куля» в розмовній мові позначає набій загалом.

## Історія

### Етимологія
Українське куля через посередництво пол. kula походить від сер.-в.-нім. kule, утвореного від kugele (пор. нім. Kugel, швед. kula — «куля»).

## Постріл
Куля може бути вистрелена декількома способами:
- використовуючи тільки порох (зброя з ґнотовим замком, коліщатим замком і кремнієвим замком)
- з використанням пороху і капсуля
- з використанням унітарного патрона

### Внутрішня балістика

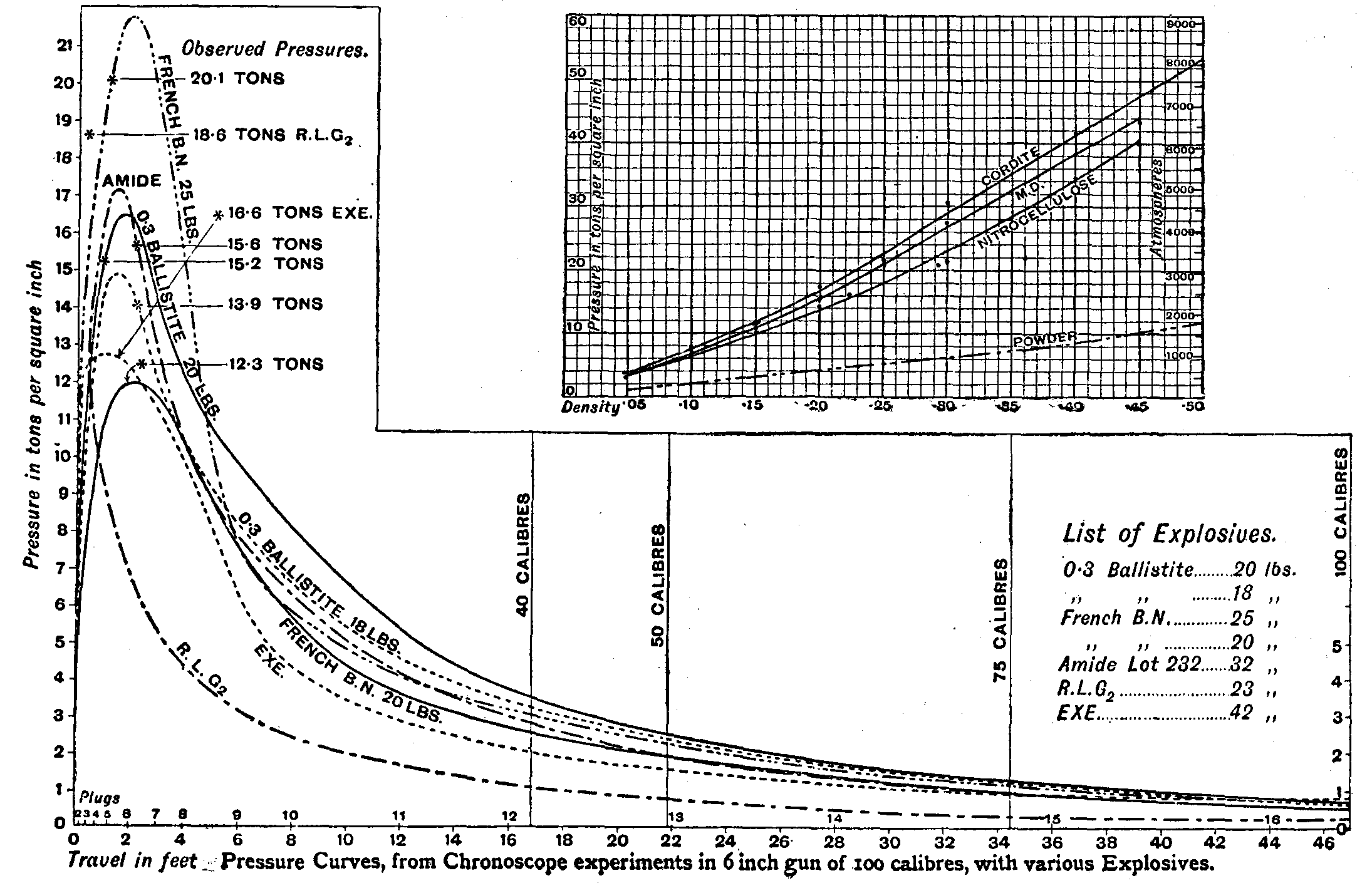
Тиск порохових газів в каналі ствола в гарматах. Експериментальні дані з Енциклопедії Британіка

Вивченням процесів, які відбуваються під час пострілу та під час руху кулі (гранати) у каналі ствола займається внутрішня балістика.
Пострілом називають викидання кулі (гранати) з каналу ствола, зброї енергією газів, які утворюються під час згорання порохового заряду (порохових газів).
Попри те, що постріл відбувається в дуже короткий проміжок часу (0,001-0,06с), у ньому розрізняють чотири послідовних періоди: попередній, перший або основний, другий та третій або період після дії газів.
- Попередній період триває від початку горіння порохового заряду до повного врізання оболонки кулі в нарізи ствола.
- Перший, або основний, період триває від початку руху кулі до моменту повного згорання порохового заряду.
- Другий період триває від моменту повного згорання порохового заряду до моменту вильоту кулі з каналу ствола. Швидкість кулі в момент вильоту з каналу ствола (дулова швидкість) трохи менша за початкову швидкість (Vд < V0).
- Третій період, або період післядії газів, триває від моменту вильоту кулі з каналу ствола до моменту закінчення дії порохових газів на кулю. На відстані декількох десятків сантиметрів (до 20 см) від дулового зрізу ствола швидкість кулі досягає найбільшого значення (яке більше за початкову швидкість).

Початковою швидкістю (V0) називається швидкість руху кулі біля дулового зрізу ствола. Початкова швидкість є однією з головних характеристик бойових властивостей зброї. Внаслідок збільшення початкової швидкості:
- збільшується дальність польоту кулі;
- збільшується дальність прямого пострілу;
- збільшується убивча та пробивна дія кулі;
- траєкторія польоту кулі стає пологішою (за незмінності її інших параметрів);
- зменшується вплив деяких зовнішніх умов на її політ.

За початкову швидкість береться умовна швидкість, яка дещо більша за дулову і менша за максимальну. Вона визначається дослідним шляхом та обчисленнями.

### Зовнішня балістика

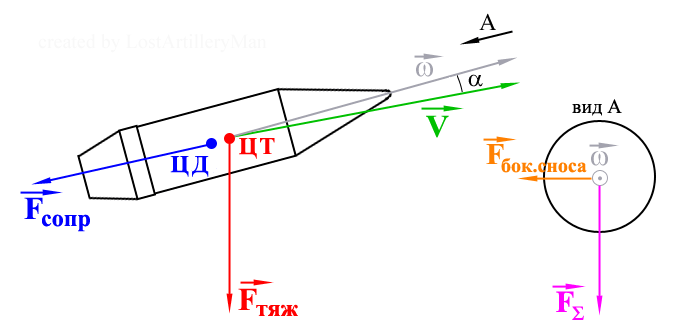
Діагарама сил, що діють на кулю в польоті.

Вивченням руху кулі (гранати) після припинення дії на неї порохових газів займається зовнішня балістика.
Вилетівши з каналу ствола під дією порохових газів, куля рухається за інерцією і під час польоту в повітрі піддається дії двох сил: тяжіння і опору повітря. В результаті дії цих сил швидкість польоту кулі постійно зменшується, а її траєкторія нагадує за формою нерівномірно зігнуту криву лінію.
Для вивчення траєкторії кулі (гранати) прийняті такі позначення:
- Пряма лінія, яка є продовженням осі каналу ствола наведеної зброї, називається лінією пострілу (OA).
- Пряма лінія, яка є продовженням осі каналу ствола в момент вильоту кулі, називається лінією кидання (ОК).
- Центр дулового зрізу ствола називається точкою вильоту. Точка вильоту є початком траєкторії.
- Горизонтальна площина, яка проходить через точку вильоту, називається горизонтом зброї. Траєкторія двічі перетинає горизонт зброї: в точці вильоту і в точці падіння. Вертикальна площина, яка проходить через лінію піднесення, називається площиною стрільби.
- Кут, утворений лінією підвищення і горизонтом зброї, називається кутом підвищення (φ). Якщо цей кут від'ємний, то він називається кутом схилення (зниження).
- Кут, утворений лінією кидання і горизонтом зброї, називається кутом кидання (θ0). Точка перетину траєкторії з горизонтом зброї називається точкою падіння.
- Кут, утворений дотичною до траєкторії в точці падіння і горизонтом зброї, називається кутом падіння (θс).
- Відстань від точки вильоту до точки падіння називається повною горизонтальною дальністю (X). Швидкість кулі в точці падіння називається кінцевою швидкістю (Vс).
- Час руху кулі від точки вильоту до точки падіння називається повним часом польоту (Т).
- Найвища точка траєкторії називається вершиною траєкторії (S).
- Найкоротша відстань від вершини траєкторії до горизонту зброї називається висотою траєкторії (YS).
- Частина траєкторії від точки вильоту до вершини називається висхідною гілкою; частина траєкторії від вершини до точки падіння називається низхідною гілкою траєкторії.
- Точка на цілі чи поза нею, в яку наводиться зброя, називається точкою прицілювання (наведення).
- Пряма лінія, яка проходить від ока стрільця через середину прорізу прицілу (нарівні з його краями) і вершину мушки в точку прицілювання, називається лінією цілі (ОЦ).
- Кут, утворений лінією підвищення і лінією цілі, називається кутом прицілювання (α).
- Кут, утворений лінією прицілювання і горизонтом зброї, називається кутом місця цілі (ε). Кут місця цілі вважається додатним (+), коли ціль вище горизонту зброї, і від'ємним (-), коли ціль нижче горизонту зброї.
- Відстань від точки вильоту до перетину траєкторії з лінією прицілювання називається прицільною дальністю (Дп).
- Найкоротша відстань від будь-якої точки траєкторії до лінії прицілювання називається перевищенням траєкторії над лінією прицілювання.
- Точка перетину траєкторії з площиною цілі (землі, перешкоди) називається точкою зустрічі.

Постріл, після якого траєкторія не підіймається над лінією прицілювання вище за ціль на всій своїй довжині, називається прямим пострілом.
Дальність прямого пострілу залежить від висоти цілі та настильності траєкторії. Чим вища ціль і чим настильніша траєкторія, тим більша дальність прямого пострілу і тим на більшій протяжності місцевості ціль може бути уражена з однією установкою прицілу.
У межах дальності прямого пострілу в напружені моменти бою стрільба може вестись без перестановки прицілу. А точка прицілювання за висотою, зазвичай, вибирається на нижньому краю цілі.

### Термінальна балістика
Термінальна балістика вивчає дію снаряду/кулі на перешкоду. Зокрема, термінальна балістика вивчає вплив різних тіл на броневий захист.

#### Забійна дія

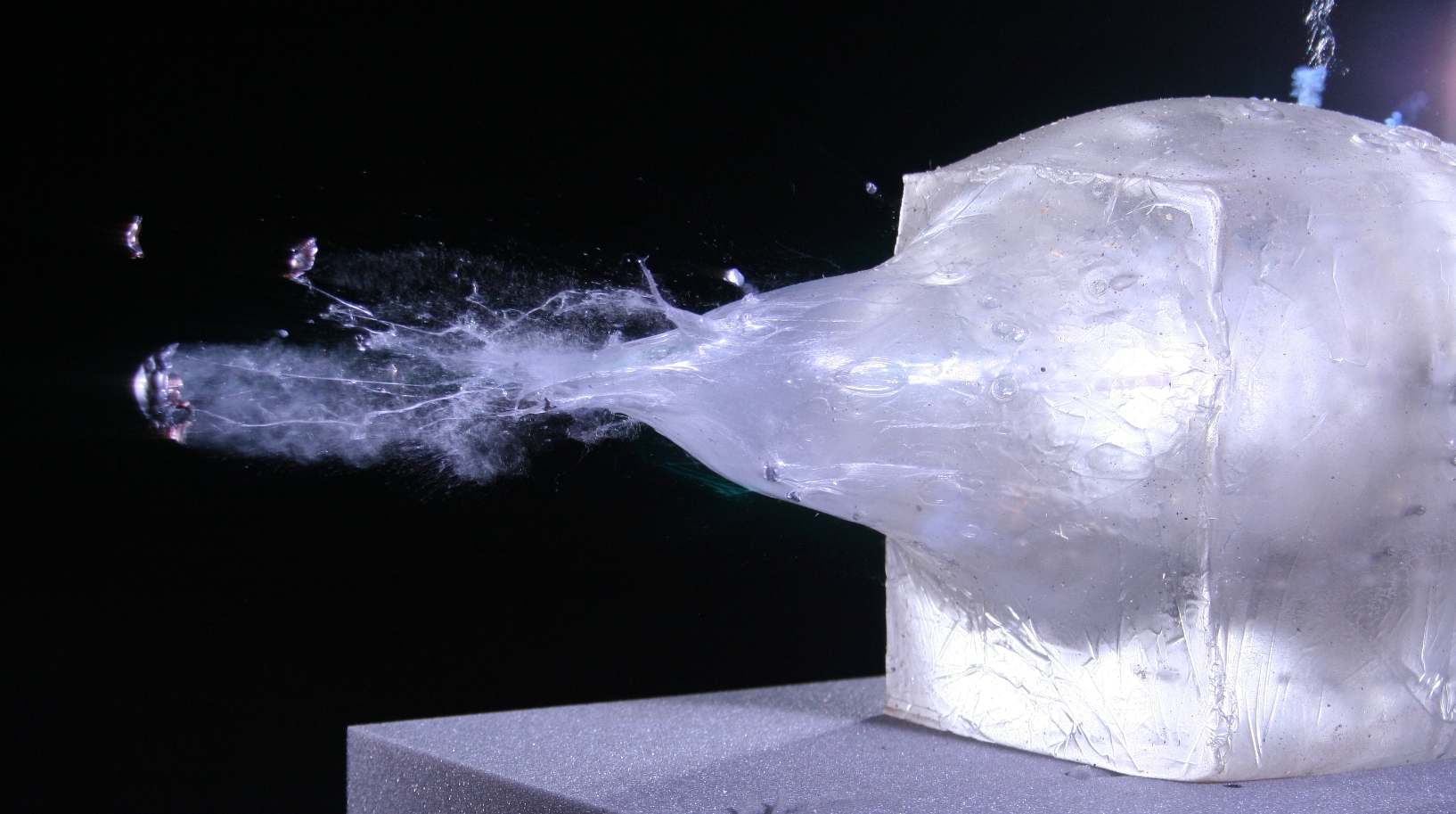
Стрільба в бруски балістичного гелю — поширений спосіб вивчення ефекту влучення кулі

Ураження живої відкритої цілі при влученні кулі визначається забійністю кулі. Забійність характеризується силою удару, тобто, кінетичною енергією кулі в момент зіткнення з перешкодою. Тобто, забійна дія кулі характеризує здатність кулі вразити живу ціль. Енергія кулі залежить від балістичних характеристик зброї та її можна обчислити за формулою:
{\displaystyle E={\frac {m\times v^{2}}{2}}}
де:
- E — кінетична енергія кулі
- m — маса кулі
- v — швидкість кулі

Забійна дія кулі характеризується втратами кінетичної енергії кулі в живих тканинах.
На забійну дію кулі впливає велика кількість різних чинників: вражена частина тіла та її властивості, кінетична енергія та швидкість в момент влучення, форма та калібр, стійкість при русі в організмі та можливість деформування.
Рухаючись в середині організму із порівняно високою швидкістю, куля руйнує тканини, що розташовані на шляху її руху, та завдає цим тканинам ураження. Здатність кулі завдавати ураження частинам організму, що знаходяться поруч з каналом руху, в польовій хірургії називають «боковою дією кулі». Бокова дія кулі значно збільшує вражену область організму та підвищує ймовірність ураження життєво важливих органів. При цьому збільшується зупиняльна дія кулі, яка характеризує її здатність миттєво виводити з ладу вражені живі цілі, позбавляючи, при цьому, можливості чинити опір. Внаслідок великої зупиняльної дії кулі супротивник швидко втрачає можливість до подальшого спротиву, що має особливе значення в умовах ближнього бою.
Вважається, що для виведення з ладу людини кулею звичайного калібру (6,5-8 мм) необхідно, аби куля мала кінетичну енергію не менше 80 Дж, а для враження великої тварини — близько 200 Дж. Сучасні зразки стрілецької зброї забезпечують таку кінетичну енергію кулі на всіх необхідних відстанях стрільби.

## Матеріали
Кулі для зброї, що заряджалася з дульної сторони були виготовлені з чистого свинцю. Але кулі з цього матеріалу не могли бути вистрелені на швидкості більш, ніж 450 м/с. Для більш високошвидкісних куль, які використовуються в сучасних патронах були розроблені твердіші сплави з використанням свинцю і олова. У ще більш високошвидкісних кулях використовується свинець в металевій оболонці. Свинець широко використовується у виготовленні куль усіх типів через високу густину, що забезпечує більшу масу, а відповідно — кінетичну енергію, для даного об'єму.
Також свинець дешевий, його легко добувати, він легко плавиться, з ним легко працювати, що робить виготовлення куль відносно дешевим.

## Типи куль

### Огляд
Сучасні кулі можна поділити на два класи: звичайні та спеціальні.
Звичайні кулі мають найпростішу будову та призначені для враження живої сили супротивника. Вони мають лише ударну (забійну, пробивну) дію, і їх використовують в пістолетних, автоматних та гвинтівкових набоях нормального калібру.
Спеціальні кулі відрізняються наявністю спеціальної дії, мають складнішу будову та призначені, зазвичай, для враження техніки супротивника.
За поєднанням видів дії кулі поділяють на дві групи:
- кулі простої дії (звичайні — зі свинцевою серцевиною, зі сталевою серцевиною; спеціальні — бронебійні, запалювальні, трасувальні, вибухові, тощо);
- кулі комбінованої дії (бронебійно-трасувальні, осколково-запалювальні, запалювально-трасувальні, пристрілювальні-запалювальні, бронебійно-запалювально-трасувальні, тощо).

Спеціальні кулі використовують в набоях до всієї стрілецької зброї, включно із пістолетними набоями.

### Список

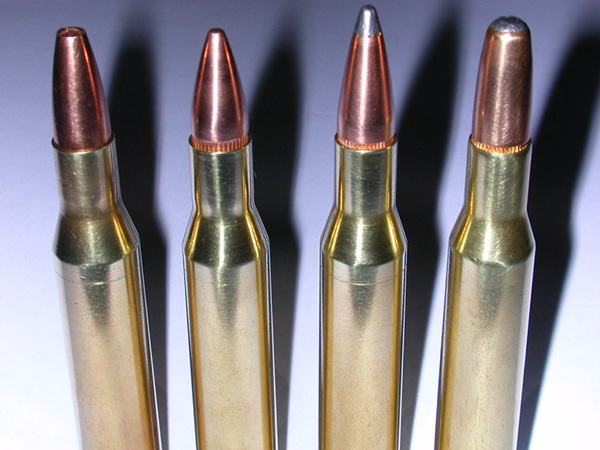
Набої .270 Winchester. Зліва направо:
100-гранова (6.5 г) — експансивна куля
115-гранова(7.5 г)— FMJBT
130-гранова(8.4 г)— куля з м'яким носиком
150-гранова(9.7 г)— куля з закругленим носиком

- AP — Armor Piercing — бронебійна
- BT — Boat Tail — гвинтівкова куля з конічною хвостовою частиною
- CP — Cone Point — з конічною головною частиною
- FMJ — Full Metal Jacketed — суцільнометалева оболонка: найпоширеніший тип боєприпасів. Практично єдиний тип кулі, прийнятий на озброєння в арміях світу.
- GLASER Safety Slug — куля, що легко руйнується: Куля для стрільби по незахищених людях в умовах, коли необхідно повністю виключити рикошети й пробиття наскрізь (наприклад, у салоні літака). При влученні в ціль куля руйнується, і в тілі «мішені» утворюється конічний потік (понад 30 шротин № 6 або понад 200 шротин № 12 для кулі калібру .38sp) шроту, що наносить страшні рани. При цьому досягається значна зупинна дія. Використається для самооборони й спецпідрозділами для боротьби з терористами.
- JFP — Jacketed Flat Point — оболонкова із плоскою головною частиною
- JHP — Jacketed HollowPoint — напівоболонкова з експансивною виїмкою: Напівоболонкова куля з експансивною виїмкою має більшу зупинну дію, меншу схильність до рикошету і меншу пробивну здатність. Використаються як поліційні боєприпаси й для самозахисту. У деяких (в основному — армійських) пістолетах, розрахованих на оболонкові кулі, можуть виникати проблеми з досиланням таких куль через утикання тупого носика кулі у край патронника. Проблеми вирішуються шляхом полірування скосу (інакше — рампи) патронника (американці називають цю процедуру англ. «Throat polishing» — полірування горлянки).
- JSP — Jacketed SoftPoint — напівоболонкова з м'яким носиком
- JRN — Jacketed Round Nose — оболонкова із закругленим носиком
- Hydrashock — напівоболонкова з експансивною виїмкою й сталевою серцевиною
- L — Lead — цільносвинцева
- LHP — Lead HollowPoint — безоболонкова свинцева з експансивною виїмкою
- LRN — Lead RoundNose — безоболонкова свинцева закругленої форми: Найпростіша й дешева куля. Використається головним чином у боєприпасах калібру .22LR або, як їх ще називають, «малокаліберних» (5,6мм)
- LWC — Lead WadCutter — безоболонкова тупоноса для цільової й тренувальної стрільби: Куля переважно для цільової стрільби. При влученні в мішень залишає дуже акуратні круглі отвори. Часто використається й у боєприпасах для самозахисту. Через тупий носик може викликати серйозні проблеми з досиланням в автоматичних пістолетах (куля буде утикатися в край патронника), тому використається в основному в револьверах.
- LSWC — Lead SemiWadcutter — безоболонкова тупоноса для цільової й тренувальної стрільби: Те ж, що й WadCutter, але з покращеною аеродинамікою (і отже — балістикою). Крім того, такі кулі можливо використати й у пістолетах.
- T — Tracer — трасувальна куля
- THV — Tres Haute Vitesse — високошвидкісна з високою зупинною дією і малою проникною здатністю

## Договори і заборони
Санкт-Петербурзька декларація 1868 р. заборонила використання вибухових снарядів масою менш ніж 400 грам.

Гаазька конференція заборонила використання деяких видів боєприпасів проти живої сили, зокрема розривних, отруйних і експансивних куль.
Третій протокол Конвенції про окремі види зброї заборонив використання запалювальних куль проти цивільних.